# GusGus
GusGus – zespół muzyczny z Reykjavíku w Islandii, założony w 1995 z inicjatywy Sigurðura Kjartanssona i Stefána Árni Þorgeirssona.
Tworzy muzykę elektroniczną z elementami trip-hopu, house, techno i jazzu. Ich koncerty mają formę multimedialnego happeningu, gdzie muzyce towarzyszą efekty świetlne, tańce na scenie czy projekcje multimedialnych filmów.

## Dyskografia

### Albumy studyjne
- 1995: Gus Gus
- 1997: Polydistortion
- 1999: This Is Normal
- 2000: Gus Gus vs. T-World
- 2002: Attention
- 2003: Mixed Live at Sirkus, Reykjavik
- 2007: Forever
- 2009: 24/7
- 2011: Arabian Horse
- 2014: Mexico
- 2018: Lies Are More Flexible
- 2021: Mobile Home
- 2023: DanceOrama[2]

### Single
- 1996: Polyesterday
- 1997: Believe
- 1997: Standard Stuff For Drama
- 1999: Ladyshave
- 1999: V.I.P.
- 1999: Starlovers
- 2002: Dance You Down
- 2002: Desire
- 2003: David
- 2003: Call of the Wild
- 2005: Lust/Porn
- 2005: Need In Me
- 2006: Forever Sampler
- 2006: Mallflowers
- 2007: Moss
- 2007: Hold You
- 2009: Thin Ice
- 2009: Add This Song
- 2011: Over
- 2011: Deep Inside
- 2014: Crossfade
- 2014: Obnoxiously Sexual
- 2014: Airwaves
- 2015: Sailor Kid
- 2018: Featherlight
- 2018: Don't Know How To Love
- 2019: Lifetime
- 2020: Out of Place